# World Soundtrack Award/Discovery of the Year
Als Discovery of the Year werden seit 2001 bei den jährlich stattfindenden World Soundtrack Awards herausragende Filmkomponisten ausgezeichnet.

## Preisträger und Nominierte
- 2001: Craig Armstrong für Moulin Rouge!
- 2002: Klaus Badelt für The Time Machine
- 2003: Antonio Pinto für Cidade de Deus
- 2004: Gustavo Santaolalla für 21 Gramm

außerdem nominiert waren
Christian Henson für American Princess und Les Fils du vent
Iva Davies, Christopher Gordon und Richard Tognetti für Master & Commander – Bis ans Ende der Welt
Daniel Tarrab und Andrés Goldstein für La Puta y la ballena
Jon Brion für Vergiss mein nicht!
- 2005: Michael Giacchino für The Incredibles

außerdem nominiert waren
Benjamin Wallfisch für Dear Wendy
Andrés Goldstein und Daniel Tarrab für Deuda
Ilan Eshkeri für Layer Cake
Cyril Morin für Die syrische Braut
- 2006: Evanthia Reboutsika für Babam Ve Oglum

außerdem nominiert waren
Olivier Florio für Les brigades du Tigre
Nigel Clarke und Michael Csányi-Wills für Herr der Diebe
Douglas Pipes für Monster House
Nick Cave und Warren Ellis für The Proposition
- 2007: Daniel Tarrab und Andrés Goldstein für XXY und Inheritance

außerdem nominiert waren
Nicholas Hooper für Harry Potter und der Orden des Phönix
Jerome Lemonnier für Das Mädchen, das die Seiten umblättert
Ramin Djawadi für Mr. Brooks – Der Mörder in Dir
Jean Michel Bernard für Science of Sleep – Anleitung zum Träumen
- 2008: Marc Streitenfeld für American Gangster

außerdem nominiert waren
Tuur Florizoone für Aanrijding in Moscou
Mark Kilian für Before the Rains
Benjamin Wallfisch für The Escapist
Velásquez Fernando für Das Waisenhaus
- 2009: Nico Muhly für Der Vorleser

außerdem nominiert waren
Atli Örvarsson für Babylon A.D.
Lorne Balfe für Crying with Laughter
Jérôme Lemonnier für Demain dès l'aube
Andrew Lockington für Die Reise zum Mittelpunkt der Erde
- 2010: Abel Korzeniowski für A Single Man

außerdem nominiert waren
Hélène Muddiman für Skin
Atticus Ross, Claudia Sarne und Leopold Ross für The Book of Eli
Clinton Shorter für District 9
Sergey Yevtushenko für Ein russischer Sommer
- 2011: Alex Heffes für Der älteste Schüler der Welt und The Rite

außerdem nominiert waren
Paul Leonard-Morgan für Ohne Limit
iZLER für Natural Selection und Hamill
The Chemical Brothers (Ed Simons und Tom Rowlands) für Hanna
Henry Jackman für X-Men: Erste Entscheidung und Gullivers Reisen
- 2012: Brian Byrne für Albert Nobbs

außerdem nominiert waren
Trevor Morris für Krieg der Götter
David Wingo für Take Shelter
Fall On Your Sword für Lola gegen den Rest der Welt und  Nobody Walks
Lucas Vidal für The Raven, Sleep Tight und The Cold Light of Day
- 2013: Dan Romer und Benh Zeitlin für Beasts of the Southern Wild

außerdem nominiert waren
Laurent Eyquem für Copperhead
Anthony Gonzalez und Joseph Trapanese für Oblivion
Benjamin Wallfisch für Hammer of the Gods und Sommer im Februar
Rob Simonsen für The Spectacular Now und Ganz weit hinten
- 2014: Daniel Pemberton für Cuban Fury – Echte Männer tanzen

außerdem nominiert waren
Patrick Cassidy für Am Sonntag bist du tot
Jérôme Lemonnier für La chair de ma chair und Zum Geburtstag
Steven Price für Gravity und The World’s End
Denis Sanacore für The Young and Die Karte meiner Träume
- 2015: Antonio Sánchez für Birdman

außerdem nominiert waren
Zhiyi Wang für But Always und Highway of Love
Ben Salisbury und Geoff Barrow (Portishead) für Ex Machina
Alex Ebert (Edward Sharpe and the Magnetic Zeros) für A Most Violent Year
Dominic Lewis für Spooks: The Greater Good
- 2016: Joe Kraemer für Mission: Impossible – Rogue Nation

außerdem nominiert waren
Bear McCreary für 10 Cloverfield Lane und The Boy
Nicholas Britell  für The Big Short
Matthew Margeson  für Eddie the Eagle
Ben Lovett  für Synchronicity
- 2017: Nicholas Britell für Moonlight

außerdem nominiert waren
Michael Abels für Get Out
Dan Jones für Lady Macbeth
Hauschka und Dustin O’Halloran für Lion
Rael Jones für My Cousin Rachel
- 2018: Tamar-kali für Mudbound

außerdem nominiert waren
Laurent Eyquem für Nostalgia
Hildur Guðnadóttir für Sicario: Day of the Soldado
Valentin Hadjadj für Girl
Amelia Warner für Mary Shelley
- 2019: Michael Abels für Us

außerdem nominiert waren
Segun Akinola für The Last Tree
Kris Bowers für Green Book
Anne Chmelewsky für Where Hands Touch
Disasterpeace für Under the Silver Lake
- 2021: Nainita Desai für The Reason I Jump

außerdem nominiert waren
Gavin Brivik für Wild Indian
Florencia Di Concilio für Calamity – Martha Jane Cannarys Kindheit
Natalie Holt für Loki
Anthony Willis für Promising Young Woman
- 2022: Eiko Ishibashi für Drive My Car

außerdem nominiert waren
Karl Frid für Pleasure
Son Lux für Everything Everywhere All at Once
Maurizio Malagnini für Coppelia
Isobel Waller-Bridge für München – Im Angesicht des Krieges